# Joey Boy
Joey Boy hay Apisit Opasaimlikit (tiếng Thái: โจอี้ บอย hay อภิสิทธิ์ โอภาสเอี่ยมลิขิต, phiên âm: Cho-hi Boi hay A-bi-xít Ô-ba-im-li-khít, sinh ngày 25 tháng 12 năm 1974) còn có nghệ danh là Jo (tiếng Thái: โจ้, đọc là Chô), là một ca sĩ và nhà sản xuất nhạc hip hop người Thái Lan. Anh được coi là Vua nhạc hip hop Thái.